# 上海城市历史发展陈列馆
上海城市历史发展陈列馆是中華人民共和國上海市浦東新區一家介紹上海发展史的博物馆，位於东方明珠電視塔底层，占地面積15000平方米，建于2002年5月。陳列館共有包括汇丰银行门廊铜质对狮、陈化成“振远将军”炮、江南机器制造总局制造的“阿姆斯特朗”铁炮、鸿运楼金字招牌等在內的藏品近2万件，館內分為“华亭溯源”、“老城厢”、“开埠掠影”、“十里洋场”、“海上旧踩”、“上海交通”6个部分。